# Hästhultsskogen
Hästhultsskogen är ett naturreservat i Ljungby kommun i Kronobergs län.
Reservatet omfattar 25 hektar och är skyddat sedan 1974. Det ligger öster om Lidhult och består av en urskogsliknande barrskog.

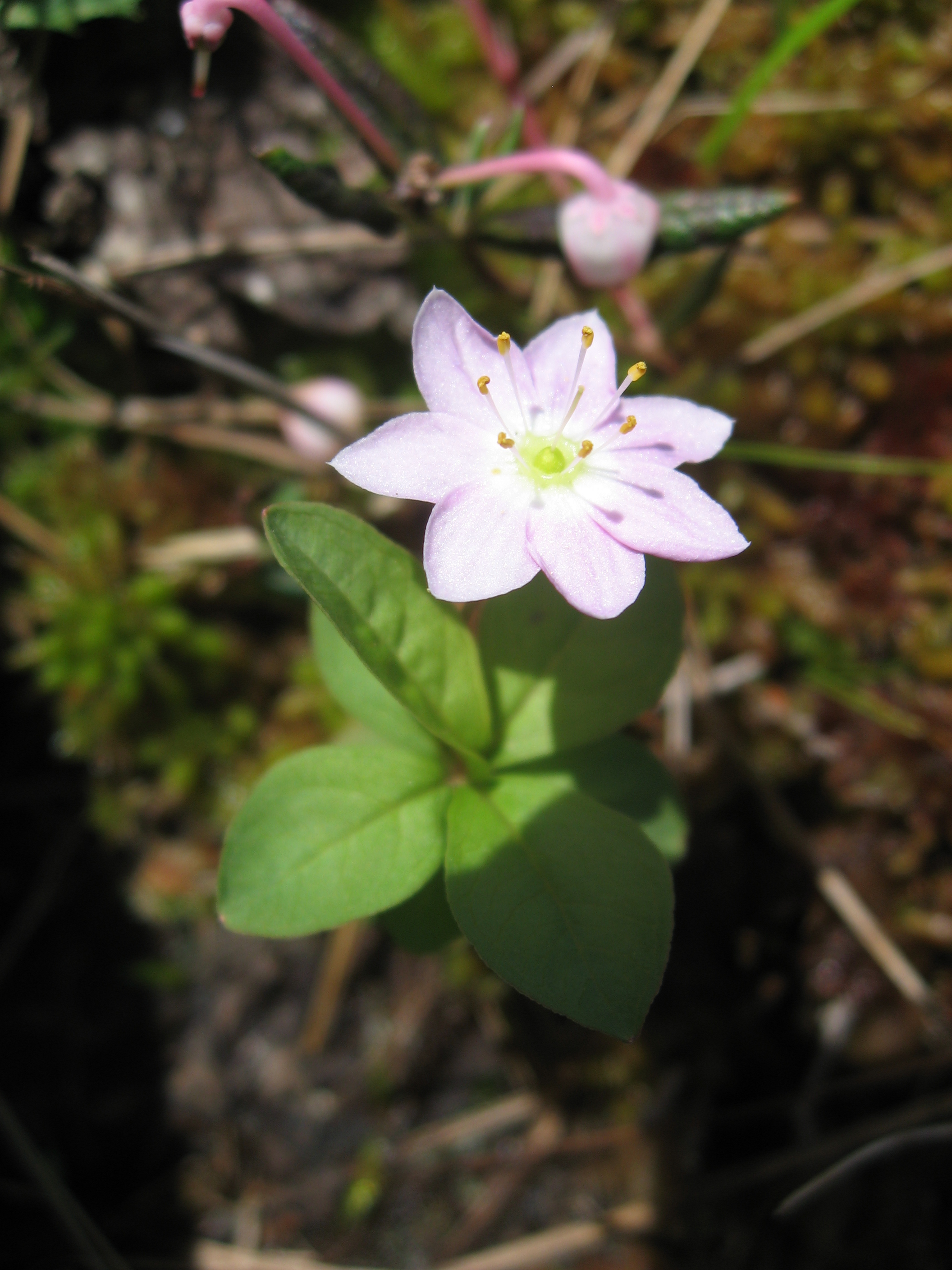
Skogsstjärna

Hästhultsskogen är rik på döda och omkullfallna träd. Dessa ger god miljö för fåglar, insekter och kryptogamer. Granar och tallar i skogen är mycket gamla, en del ända upp till 300 år. Mellan träden växer skogsstjärna, linnea, ekorrbär, och orkidén knärot. Vanliga fåglar är talltita, tofsmes, kungsfågel och svartmes.
Genom området finns en markerad stig.